# Anolis hyacinthogularis
Anolis hyacinthogularis (блакитногорлий аноліс) — вид ігуаноподібних ящірок родини анолісових (Dactyloidae). Ендемік Еквадору. Описаний у 2017 році.

## Поширення і екологія
Блакитногорлі аноліси відомі з кількох місцевостей, розташованих в провінції Самора-Чинчипе на півдні Еквадору. Вони живуть у вологих гірських тропічних лісах, на висоті від 1440 до 1845 м над рівнем моря.